# Городнічева Галина Іванівна
Галина Іванівна Городні́чева (нар. 16 липня 1947, Київ) — українська художниця; член Спілки радянських художників України з 1990 року. Дружина художника Юрія Луцкевича.

## Біографія
Народилася 16 липня 1947 року у місті Києві (нині Україна). 1972 року закінчила Київський художній інститут, де навчалася зокрема у Василя Касіяна, Петра Жарова, Василя Чебаника.
Упродовж 1972—1977 років працювала у видавництвах «Дніпро», «Молодь», «Веселка»; у 1975—1986 роках — на Київській кіностудії науково-популярних фільмів. Живе в Києві, в будинку на вулиці Саксаганського, № 65, квартира № 12.

## Творчість
Працює у галузі станкового живопису, створює переважно натюрморти, пейзажі. Серед робіт:
- «Після вистави» (1988);
- «Дикий виноград» (1989);
- «Пасха» (1990);
- «Натюрморт зі слоном» (1993);
- «Камін» (1998);
- «Осінь» (2002);
- «Натюрморт» (2002);
- «Київська зима» (2004);
- «Козацька хата» (2005).

Брала участь у республіканських, всесоюзних та міжнародних мистецьких виставках з 1973 року. Персональні виставки відбулисяу Загребі у 1996, 2001–2002 роках, Києві у 2002 році, Кіровограді у 2003 році, Коніні у 2005 році. 
Роботи художниці зберігаються в Одеському, Кіровоградському обласному художніх музеях, Корсунь-Шевченківській художній галереї.